# Anna Aksiónova
Anna Viacheslávovna Aksiónova –en ruso, Анна Вячеславовна Аксёнова– (31 de octubre de 1997) es una deportista rusa que compitió en remo. Ganó una medalla de bronce en el Campeonato Europeo de Remo de 2017, en la prueba de ocho con timonel.

## Palmarés internacional
| Campeonato Europeo | Campeonato Europeo       | Campeonato Europeo | Campeonato Europeo |
| Año                | Lugar                    | Medalla            | Prueba             |
| ------------------ | ------------------------ | ------------------ | ------------------ |
| 2017               | Račice (República Checa) | Medalla de bronce  | Ocho con timonel   |